# Lev Ponomarjov
Lev Aleksandrovič Ponomarjov (* 2. září 1941, Tomsk, Sovětský svaz) je ruský politický a občanský aktivista. Je výkonným ředitelem ruského hnutí „Za lidská práva“. Je členem Federální politické rady ruské Solidarity a byl poslancem Státní dumy.

## Život
Ponomarjov vystudoval Moskevský fyzikální a technologický institut (MFTI) v roce 1965, doktorský program téhož institutu v roce 1968 a stal se doktorem fyziky a matematiky. Pracoval v Ústavu teoretické a experimentální fyziky Ruské akademie věd a současně vyučoval na MFTI na katedře obecné fyziky.

## Politické aktivity
V roce 1988 Ponomarjov spoluzakládal lidskoprávní organizaci Memorial. V roce 1989 nahradil akademika Andreje Sacharova v Kongresu lidových zástupců Sovětského svazu poté, co Sacharov náhle zemřel na infarkt.
V roce 1990 byl zvolen poslancem Ruské sovětské federativní socialistické republiky. Od roku 1990 do roku 1993 byl poslancem Ruské federace, členem Rady národností Nejvyššího sovětu Ruské federace, členem politického hnutí Demokratické Rusko a poslaneckého uskupení Reforma armády.
Na podzim roku 1991 předsedal parlamentní komisi pro vyšetřování aktivit GKChP a role KGB v pokusu o sovětský převrat v roce 1991. V roce 1993 prohrál volby do Státní dumy jako kandidát volební unie Demokratická volba Ruska. V letech 1994 až 1996 byl poslancem Státní dumy, členem výborů pro záležitosti SNS a vztahy s národnostmi.
V roce 1997 Ponomarjov založil ruskou společnost pro lidská práva „For Human Rights“ (Za prava cheloveka) a stal se jejím výkonným ředitelem. Od založení v roce 2006 je členem koalice Jiné Rusko a také členem jejího výkonného výboru.
Ponomarjov aktivně hájil bývalého majitele Jukosu Michaila Chodorkovského a další osoby odsouzené za hospodářské delikty v kauze Jukos. Někteří aktivisté za lidská práva se domnívají, že tito lidé jsou pronásledováni z politických důvodů a že obvinění proti nim jsou vykonstruovaná. V roce 2007 apeloval na prezidenta Putina, aby Chodorkovského propustil. V roce 2009 se Ponomarjov spolu s dalšími aktivisty Solidarity, např. Garrim Kasparovem a Borisem Němcovem, účastnil série demonstrací před okresním soudem Mesčanskij a držel slogan „Svobodu Michailu Chodorkovskému a Platonu Lebeděvovi“.
Dne 31. března 2009 večer byl fyzicky napaden poblíž svého bydliště. Dne 10. března 2010 podepsal výzvu ruské opozice Putin musí odejít. Dne 7. září 2010 byl odsouzen k 4dennímu vězení za neposlušnost vůči policii.
V prosinci 2018 byl Ponomarjov odsouzen k nejméně 25 dnům odnětí svobody kvůli příspěvku na Facebooku, který propagoval nepovolené shromáždění, které se mělo konat na náměstí Lubjanka v Moskvě 28. října. Cílem protestu bylo demonstrovat solidaritu s mladými aktivisty obviněnými z údajných teroristických a extremistických trestných činů. 
Dne 28. prosince 2020 byl Ponomarjov přidán na seznam „zahraničních agentů“.
Dne 30. ledna 2022 během rusko-ukrajinské krize byl Ponomarjov iniciátorem prohlášení zveřejněného stanicí Echo Moskvy, které deklarovalo opozici proti ruské hrozbě další invaze na Ukrajinu. Do 7. února prohlášení podepsalo 5000 lidí. Dne 20. února 2022 Ponomarjov a sedm dalších aktivistů uspořádalo v Moskvě pouliční protesty proti ruské hrozbě útoku na Ukrajinu, po nichž byli zatčeni.
Ponomarjov také na internetu inicioval protiválečnou petici „Zastavte válku s Ukrajinou! - Ne válce", kterou do 4. března 2022 podepsalo více než 1,18 milionu lidí. 

## Ocenění
- 2010 — Řád za zásluhy Polské republiky dekretem polského prezidenta Lecha Kaczyńského „za vynikající výsledky v obraně lidských práv a prosazování občanských svobod“